# 刘兴强
刘兴强（1954年10月—），广东兴宁人，汉族，中华人民共和国政治人物。
毕业于中山大学企业管理专业。加入中共，曾任广东省证监局局长，后任大连商品交易所理事长。2008年起担任全国人大代表。2015年12月，从政协辽宁省第十一届委员会经济委员会副主任职务退休。